# Lâu đài Lichnice
Lâu đài Lichnice (tiếng Séc: Hrad Lichnice) là tàn tích của một lâu đài nằm trên ngọn đồi Lichnice (ở độ cao 480 mét so với mực nước biển), thuộc địa phận thị trấn Třemošnice, huyện Chrudim, vùng Pardubice, Cộng hòa Séc. Lâu đài này có tên trong danh sách các di tích văn hóa cấp quốc gia.

## Lịch sử
Một số sự kiện lịch sử nổi bật của lâu đài Lichnice:
- Thế kỷ 13: Lâu đài Lichnice có khả năng được xây dựng vào đầu thế kỷ 13. Tài liệu lịch sử đầu tiên đề cập đến lâu đài có niên đại vào năm 1261. Lúc bấy giờ, chủ sở hữu lâu đài là gia đình quý tộc Ronovci (sau này được gọi là gia đình von Lichtenburg).
- Năm 1610: Lâu đài trải qua một trận hỏa hoạn.
- Năm 1646: Người Thụy Điển bao vây lâu đài Lichnice.
- Năm 1649: Sau khi chiến tranh Ba Mươi Năm kết thúc, lâu đài Lichnice bị phá hủy theo lệnh của Hoàng đế Ferdinand III. Kể từ đó, lâu đài chỉ còn lại một đống đổ nát.
- Hiện nay: Khu vực tàn tích lâu đài là một trong những địa điểm thu hút du khách ở địa phương. Ngoài ra, các lễ hội âm nhạc, lễ hội dân gian và nhiều sự kiện văn hóa thường được tổ chức ở đây hàng năm.[4]

## Hình ảnh

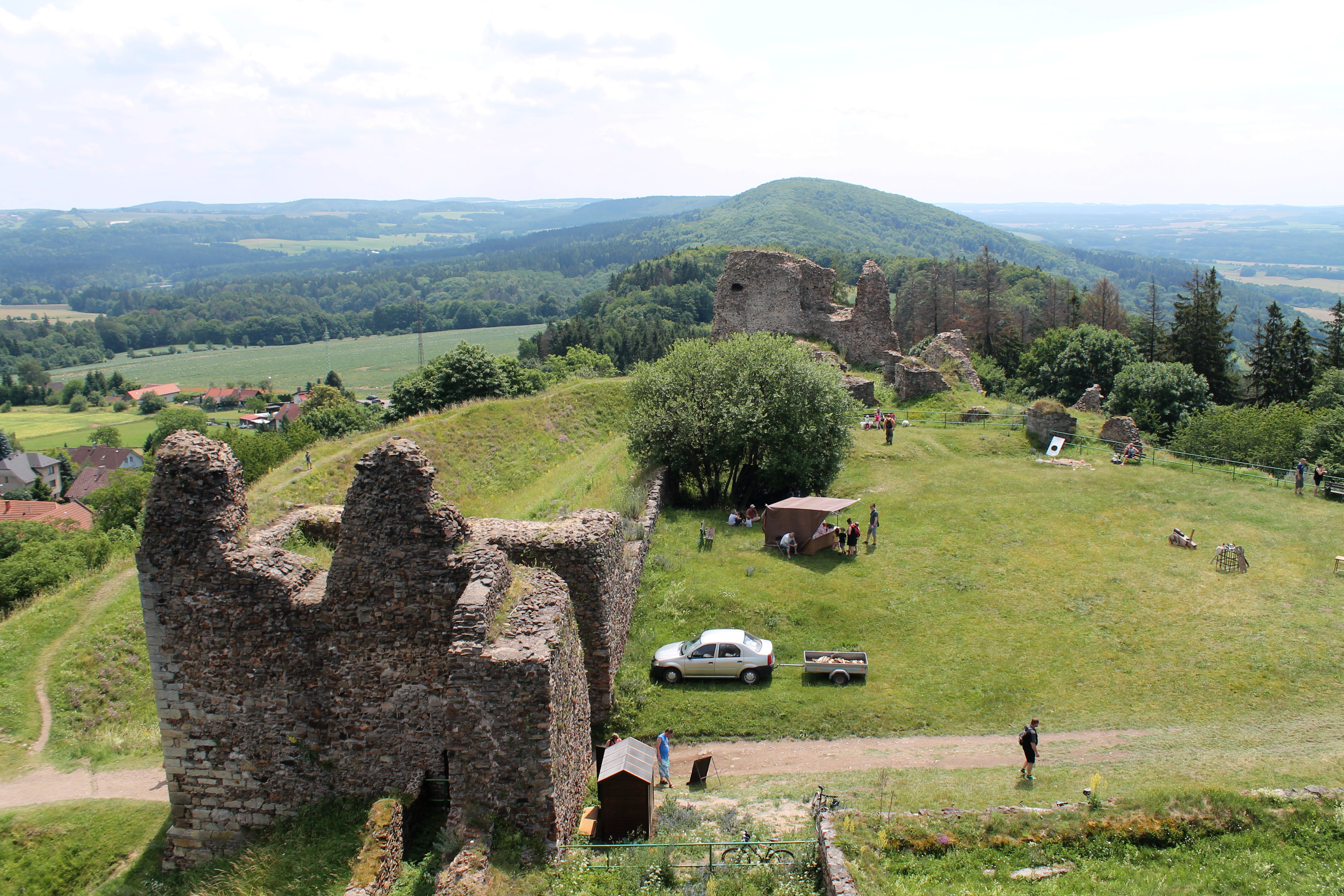
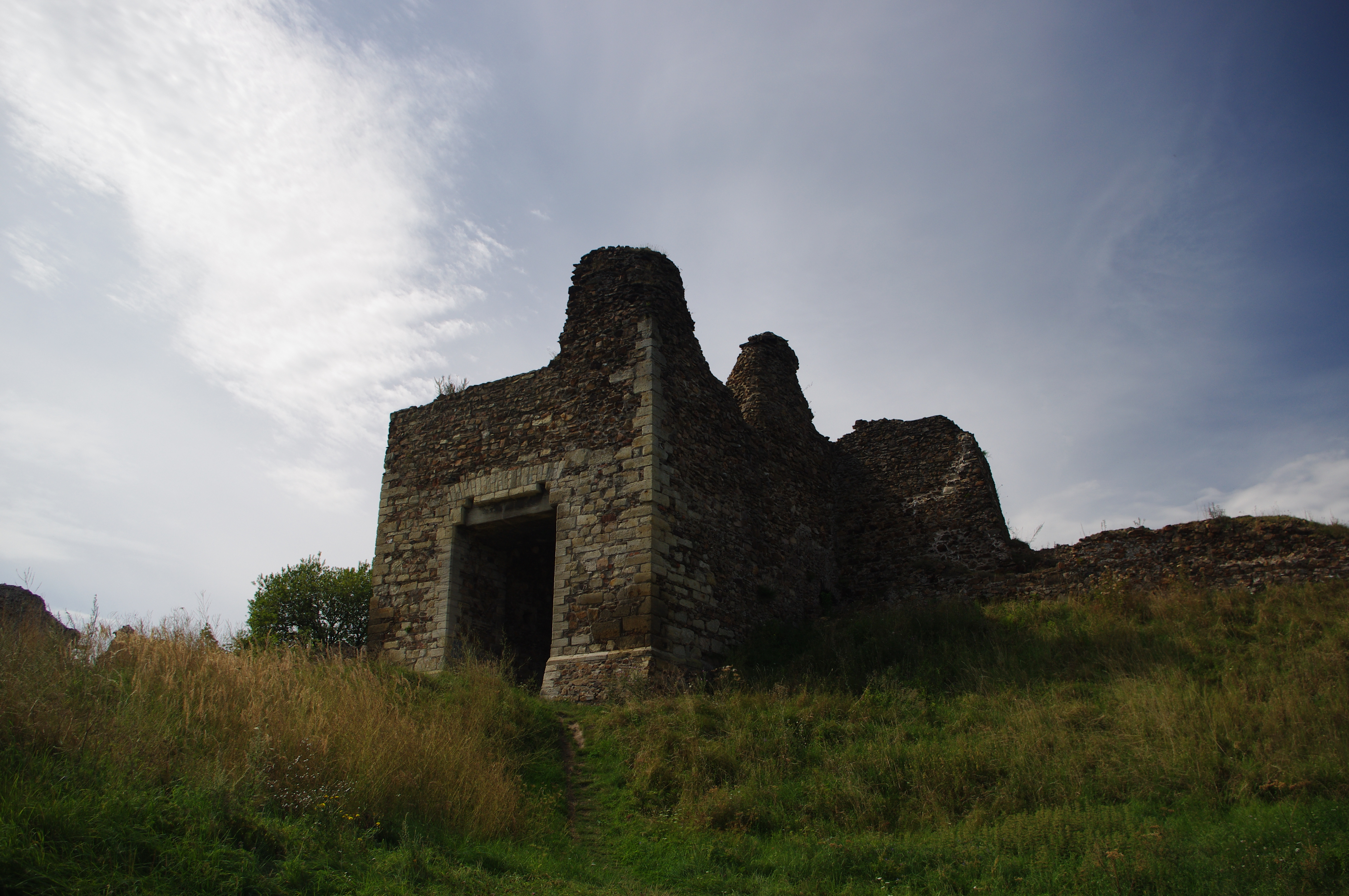
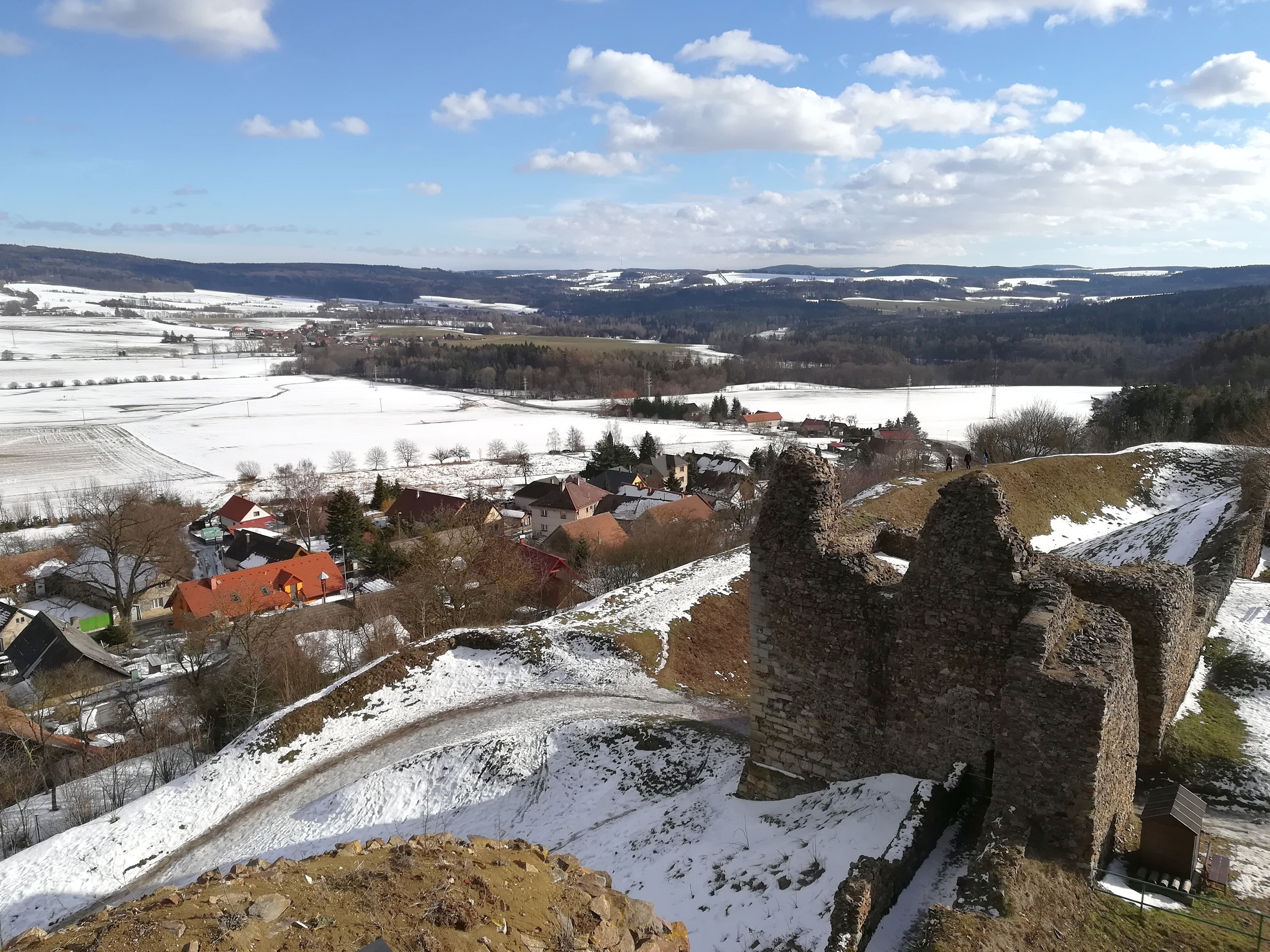